# Urs Kohler
Urs Kohler (2 de enero de 1945) es un deportista suizo que compitió en vela en la clase Finn. Ganó una medalla de bronce en el Campeonato Europeo de Finn de 1966.

## Palmarés internacional
| Campeonato Europeo | Campeonato Europeo | Campeonato Europeo | Campeonato Europeo |
| Año                | Lugar              | Medalla            | Clase              |
| ------------------ | ------------------ | ------------------ | ------------------ |
| 1966               | Attersee (Austria) | Medalla de bronce  | Finn               |